# ブレントーニコ
ブレントーニコ（イタリア語: Brentonico）は、イタリア共和国トレンティーノ＝アルト・アディジェ州トレント自治県にある、人口約4,000人の基礎自治体（コムーネ）。

## 地理

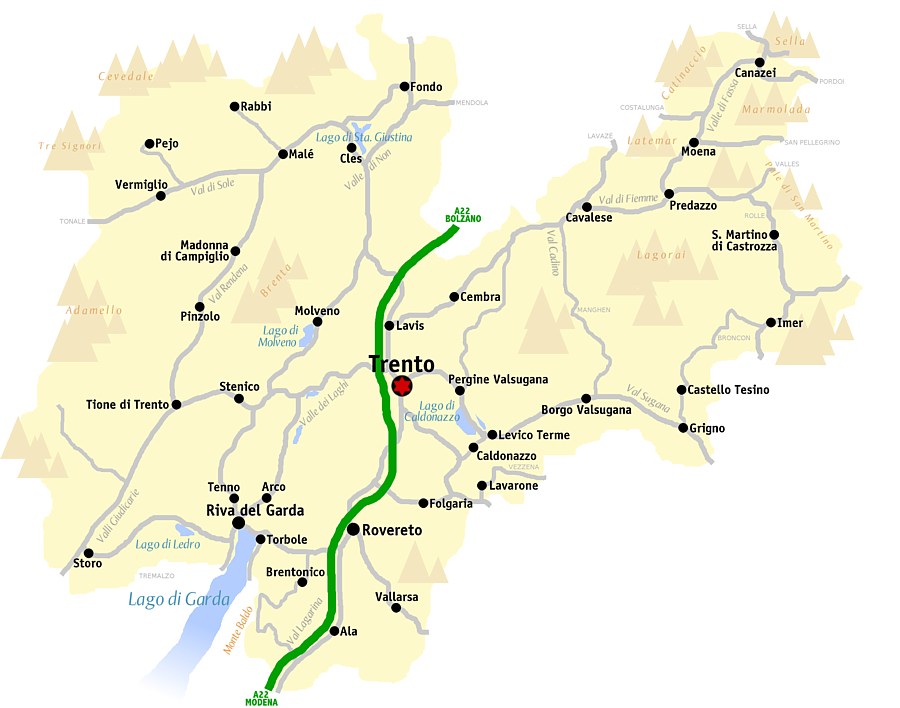
トレント県概略図

### 位置・広がり
トレント自治県南部に位置するコムーネ。ロヴェレートから南西へ11km、県都トレントから南南西へ32kmの距離にある。

#### 隣接コムーネ
隣接するコムーネは以下の通り。括弧内のVRはヴェローナ県所属を示す。
| - アーラ - アーヴィオ - マルチェージネ (VR) - モーリ - ナーゴ＝トルボレ |

## 行政

### 分離集落
ブレントーニコには、以下の分離集落（フラツィオーネ）がある。
- Castione, Cazzano, Corné, Crosano, Festa, Fontechel, Polsa, Prada, Saccone, San Giacomo, San Valentino, Sorne

### Comunita di valle
トレント自治県が設置した広域行政組織 Comunita di valle 「ヴァッラガリーナ」 (it:Comunita della Vallagarina)  （事務所所在地: ロヴェレート）に属する。

## 住民

### 言語
| 少数言語話者の割合（2011年） | 少数言語話者の割合（2011年） | 少数言語話者の割合（2011年） | 少数言語話者の割合（2011年） | 少数言語話者の割合（2011年） |
| ---------------------------- | ---------------------------- | ---------------------------- | ---------------------------- | ---------------------------- |
|                              |                              |                              |                              |                              |
| ラディン語                   | ラディン語                   |                              | 0.1%                         | 0.1%                         |
| モケーニ語                   | モケーニ語                   |                              | 0.0%                         | 0.0%                         |
| チンブロ語                   | チンブロ語                   |                              | 0.0%                         | 0.0%                         |

2011年10月9日に行われた国勢調査によれば、若干のラディン語話者がいる。